# Digitale-Versorgung-Gesetz
Das Digitale-Versorgung-Gesetz (DVG) soll eine bessere Gesundheitsversorgung durch Digitalisierung und Innovation gewährleisten.

## Geschichte
Am 7. November 2019 hat der Deutsche Bundestag das Gesetz für eine bessere Versorgung durch Digitalisierung und Innovation beschlossen. Der Gesetzgeber will damit Digitalisierung und Innovation im deutschen Gesundheitswesen voranbringen, das Gesundheitssystem effizienter machen und dazu beitragen, dass Daten für die Forschung besser genutzt werden können.

## Inhalt
Das DVG ist ein umfangreiches Artikelgesetz und ändert eine Reihe bestehender Gesetze und Verordnungen, vor allem das Fünfte Buch Sozialgesetzbuch – Gesetzliche Krankenversicherung (SGB V). Zur Verbesserung der Versorgung der Versicherten zielt das Gesetz insbesondere darauf ab,
- mehr Leistungserbringer (z. B. in der Pflege) an die Telematikinfrastruktur anzuschließen,
- die Anwendung von Telemedizin zu stärken, z. B. durch die Ausweitung von Telekonsilien und eine Vereinfachung der Durchführung von Videosprechstunden,
- Verwaltungsprozesse durch Digitalisierung zu vereinfachen,
- Krankenkassen mehr Möglichkeiten zur Förderung digitaler Innovationen zu geben,
- den Innovationsfonds mit 200 Millionen Euro pro Jahr fortzuführen und weiterzuentwickeln,
- ein Verfahren zur Überführung erfolgreicher Ansätze aus Projekten des Innovationsfonds in die Regelversorgung zu schaffen sowie
- eine bessere Nutzbarkeit von Gesundheitsdaten für Forschungszwecke zu ermöglichen.[1]

Darüber hinaus enthält das DVG Regelungen, die zur Verbesserung der Teilhabe Versicherter an digitalen Gesundheitstechnologien und zur sektorenübergreifenden Vernetzung von Soft- und Hardware in Arztpraxen und Krankenhäusern führen sollen.